# Zapora Panzer
Zapora Panzer (niem. Panzer-Talsperre, pierwotnie Lenneper Talsperre) – druga w kolejności, najstarsza w Niemczech zapora wodna, służąca do pozyskiwania wody pitnej, spiętrzająca wody strumienia Panzerbach. Położona na terenie miasta Remscheid, w jego dzielnicy Lennep, na obszarze kraju związkowego Nadrenia Północna-Westfalia. Była wykorzystywana w celu dostarczania wody pitnej do 1990, kiedy to została wyłączona z użytku i pełni obecnie funkcję rekreacyjną. Znajduje się w odległości kilku kilometrów od najstarszej zapory wody pitnej w Niemczech: zapory Eschbach.

## Historia
Została zbudowana w latach 1891–1893 wg projektu inżyniera Alberta Schmidta. Zapora typu grawitacyjnego, zbudowana z łupków kamiennych. Początkowa wysokość zapory wynosiła 12,5 m, długość korony 100 m, szerokość korony 1,6 m, a pojemność 117 000 m³. W 1901 postanowiono powiększyć zaporę do 14,75 m wysokości, 164 m długości i 3,6 m szerokości. Przebudowaną zaporę oddano do użytkowania 1 listopada 1905. Podwyższone mury oporowe po stronie powietrznej otrzymały wzmocnienia w postaci lizen. Taka konstrukcja jest szczególnym potraktowaniem zasad budowy zapór Ottona Intzego. Pomiędzy sierpniem 2013 a marcem 2016 r. trwały prace renowacyjne. Obiekt znajduje się pod ochroną, 6 listopada 1996 r. budowla została wpisana na listę zabytków. W pobliżu zapory rośnie wiele roślin chronionych, rzadko występujących na tym obszarze. Dopływy i teren wokół zapory objęty jest ochroną przyrody.